# Asimov Story
Asimov Story (The Early Asimov) è un'antologia di racconti fantascientifici del 1972 dello scrittore statunitense Isaac Asimov.
L'opera esce in Italia tra il 19 ottobre 1973 e il 28 ottobre 1973 sui numeri 625, 626, 629 e 630 della collana fantascientifica Urania. Successivamente viene raccolta in un volume unico come supplemento al numero 778, 1979.
I racconti, scritti tra il 1938 e il 1949, sono commentati e criticati dallo stesso Asimov, fornendo così al lettore una sorta di autobiografia letteraria.

## Elenco dei racconti
- La minaccia di Callisto (The Callistan Menace, 1940)
- Anello intorno al Sole (Ring Around The Sun, 1940)
- Il magnifico possesso (The Magnificent Possession, 1940)
- Pendolarità (Trends, 1939)
- L'arma troppo terribile per essere usata (The Weapon Too Dreadfull To Use, 1939)
- Il guardiano della fiamma (Black Friar of The Flame, 1942)
- Mezzosangue (Half-breed, 1940)
- Il senso segreto (The Secret Sense, 1941)
- Homo Sol (Homo Sol, 1940)
- Mezzosangue su Venere (Half-breed on Venus, 1940)
- Quantità immaginarie (The Imaginary, 1942)
- Ereditarietà (Heredity, 1941)
- Storia (History, 1941)
- Natale su Ganimede (Christmas on Ganymede, 1954)
- L'omino della metropolitana (The Little Man on The Subway, 1950)
- Le matricole (The Hazing, 1942)
- Superneutrone (Super-neutron, 1941)
- La faccia di Orloff (Not-final, 1941)
- Fantasma legale (Legal Rites, 1950)
- Gatto temporale (Time Pussy, 1942)
- Diritti d'autore (Author! Author!, 1964)
- Condanna a morte (Death Sentence, 1943)
- Vicolo cieco (Blind Alley, 1945)
- Nessuna relazione (No Connection, 1948)
- Proprietà endocroniche della tiotimolina risublimata (The Endochronic Properties of Resublimated Thiotimoline, 1948)
- La corsa della regina rossa (The Red Queen's Race, 1949)
- Madre Terra (Mother Earth, 1949)

## Edizioni
- Isaac Asimov, The early Asimov, 1972.
- Isaac Asimov, Asimov Story, traduzione di Beata Della Frattina e Hilia Brinis, collana Urania n° numeri 625, 626, 629 e 630, Arnoldo Mondadori Editore, 1973.
- Isaac Asimov, Asimov Story, traduzione di Beata Della Frattina e Hilia Brinis, collana Urania n° supplemento al numero 779, Arnoldo Mondadori Editore, 1979,  p. 588.